# La guerra è finita (miniserie televisiva 2020)
La guerra è finita è una miniserie televisiva italiana del 2020, diretta da Michele Soavi. La storia è liberamente ispirata a fatti realmente accaduti e al libro Il viaggio verso la Terra promessa. La storia dei bambini di Selvino di Aharon Megged.

## Puntate
| nº | Titolo          | Prima TV        |
| -- | --------------- | --------------- |
| 1  | Prima puntata   | 13 gennaio 2020 |
| 2  | Seconda puntata | 20 gennaio 2020 |
| 3  | Terza puntata   | 27 gennaio 2020 |
| 4  | Quarta puntata  | 3 febbraio 2020 |

### Prima puntata
Milano, 27 aprile 1945. Il Comitato di Liberazione Nazionale Alta Italia ordina la cattura immediata del ministro Giovanni Preziosi (sostenitore dell'antisemitismo, della superiorità della razza e delle leggi razziali), che però si suicida.
Davide, ex ingegnere e membro del CLN, cerca il figlio Daniele e la moglie Enrica alla frontiera, ma invece trova un gruppo di ragazzi sopravvissuti senza qualcuno che si curi di loro; decide dunque di portarli al Centro Raccolta di Milano, ma non c'è posto né per loro né per i ragazzi accompagnati dal preside ed ex militare della Brigata ebraica Ben e dalla psicopedagogista Giulia. Allora Davide li porta in una vecchia tenuta dove si trova Mattia, un diciottenne che ha militato nella Guardia Nazionale Repubblicana e che vive lì per nascondersi dai partigiani: quando viene scoperto, il ragazzo mente dicendo di essersi nascosto per mesi per evitare l'arruolamento. Davide, Giulia e Ben si danno da fare per rendere accogliente la tenuta, anche se si rendono conto che per i giovani non è facile superare il trauma subito. Visitando la sua vecchia casa, nella mente di Davide riaffiorano i ricordi della moglie e del figlio; la mattina seguente, Davide confida a Giulia il rapimento dei suoi familiari da parte delle SS, e poco dopo giungono la maestra Eugenia e la pediatra Susanna, quest'ultima accompagnata dalla figlia Ester. Intanto, i ragazzi litigano per il possesso dei cucchiai a causa della fame patita nei campi. Davide scopre il piccolo Giovanni, muto selettivo, mentre canta, ma il bambino smette non appena se ne accorge.
Davide è intenzionato a lasciare la struttura a causa dei suoi ricordi, e lo riferisce a Giulia. Mattia incontra Miriam e le espone alcuni stereotipi sugli ebrei che la fanno fortemente innervosire. Davide e Giulia vanno a recuperare altri ragazzi alla stazione ferroviaria Passo del Tarvisio, e durante il tragitto l'uomo le racconta la propria vita; Davide incontra Lorenzo, suo ex vicino di casa in attesa del fratello, che gli racconta il dramma della deportazione e del suo internamento al campo di concentramento di Auschwitz, e che Enrica e Daniele sono saliti su un treno partito da Fossoli e diretto al nord. Sulla via del ritorno alla tenuta, Davide scorge Mattia in bicicletta di ritorno dal paese e si insospettisce; durante la vaccinazione dei ragazzi, alla richiesta di dove fosse stato il ragazzo afferma di essere andato in paese al fermo posta per cercare la lettera di un suo zio, e rischiando di rivelare il suo passato militare quando si lascia sfuggire di essersi sottoposto ad una puntura al distretto di reclutamento, affrettandosi nel dire di non essersi presentato più. La nuova arrivata Micol si rifiuta di farsi la doccia, e Sara racconta a Giulia che nei campi i prigionieri venivano radunati per andare nelle camere a gas; Giulia è sconvolta dai racconti dei ragazzi, e Ben le racconta che gli Alleati, pur essendo stati informati dell'esistenza dei lager almeno un anno prima della fine della guerra, erano interessati solo agli obiettivi militari per finire la guerra prima possibile, dopodiché cerca di confortare i ragazzi e di incoraggiarli a rendere la tenuta come un kibbutz. Giulia cerca di conoscere meglio Gabriel, l'unico ad essere riuscito a fuggire dal campo di concentramento in cui era prigioniero; invece, Sara afferma di vergognarsi dell'Italia (che con le leggi razziali l'ha privata della famiglia) e di volersene andare in Palestina.
Ben vede Gabriel prendere più pane della razione dovutagli, nasce una discussione ed il ragazzo paragona l'uomo alla Gestapo; Sara lo difende affermando che ciò che fanno non è sufficiente, così Ben punisce entrambi mettendoli di turno in cucina fino alla sera successiva. Miriam non riesce ad addormentarsi e confessa a Giulia che le cicatrici ai polsi sono il risultato di un tentato suicidio con del vetro: dato che la baracca dove stava non aveva finestre, accettò di concedersi alle guardie del campo nei loro uffici. Intanto, Mattia incontra il Tenente Bianchi, suo superiore ai tempo in cui era militare che, necessitando di soldi per fuggire in Argentina, gli intima di rubare quelli della tenuta. Con l'amico Aldo, Davide ordina a Rocchi di consegnargli il registro dei treni che partivano da Fossoli con i prigionieri; l'uomo cede quando Davide minaccia di uccidergli il cane e la moglie. Davide scopre così che sua moglie e suo figlio sono stati spediti nel campo di concentramento di Mauthausen. Di turno in cucina, Gabriel e Sara iniziano a formare un'amicizia, pur stabilendo di non parlare del loro passato nei campi. Davide trova Giulia piangente: Giovanni, che per ora comunica solo disegnando, ha disegnato la tragica vita nei campi; Davide va a parlargli, e Giovanni scrive "AMICI" (ad indicare quelli incontrati nel campo) e, quando l'uomo gli chiede se si addormenta perché vuole sognarli e dove si trovino adesso, il bambino gli mostra il disegno di un cimitero innevato. Scosso, Davide decide di portarlo a passeggiare per distrarlo, iniziando a instaurare un solido legame. I marchesi Terenzi, proprietari della tenuta, chiedono di riaverla indietro; per evitare la denuncia per espropriazione e per prendere tempo Davide, che ha infine scelto di rimanere, mente sostenendo di avere l'autorizzazione del prefetto.
- Telespettatori: 4.778.000 – Share: 20,95%[3]

### Seconda puntata
Mentre Gabriel passa del tempo con Giovanni, Davide incontra il suo ex datore di lavoro Ernesto, che gli rivela che il prefetto non ha accolto la sua richiesta di allungare i tempi di permanenza nella tenuta perché è previsto un progetto di rilancio per trasformarla in un'azienda agricola. Giulia ha l'idea di parlare con i propri genitori, che sono amici di famiglia dei marchesi Terenzi; con suo padre però non ha buoni rapporti, quindi decide che ne parlerà solo con sua madre: quest'ultima afferma che in realtà lei e suo marito conoscono il figlio dei due, Augusto, morto in guerra, poi le due hanno un'accesa discussione in cui Giulia ricorda alla madre, nostalgica, che non visita suo padre in carcere perché fabbricava armi per i nazisti; il giorno dopo, però, rasserenano i rapporti, e sua madre riesce a procurarle un appuntamento per discutere di un'eventuale altra collocazione per i ragazzi. Intanto, Davide incontra a Milano una donna deportata a Mathausen che conosceva Enrica e Daniele: la donna racconta del trasporto dei prigionieri fino al campo, e del fatto che Enrica tenne stretto a sé Daniele, tentando continuamente di rassicurarlo anche quando calò il silenzio dopo tre giorni di viaggio; giunti al lager, non li vide più perché furono smistati in due sezioni differenti, e lei stessa divenne vedova.
Mattia ascolta Miriam cantare e le fa i complimenti, e quando lei dice che una volta si esercitava nel solfeggio e al pianoforte, il ragazzo le mostra un vecchio pianoforte che fa tornare in mente alla ragazza i momenti in cui veniva abusata sessualmente dalle guardie del campo, che prima la facevano suonare; perciò, quando Mattia le chiede di suonare lei dice di non ricordarsi niente. Sara scopre che Gabriel è analfabeta: lui dice di voler sapere dov'è Bobbio per raggiungere la sua fidanzata Rosetta; poi incontra il padre di un ragazzo morto nel campo dove era internato, e più tardi si confida con Davide riguardo alla loro fuga. Giulia torna alla tenuta e scopre che Davide ha trovato un modo per raggiungere Mathausen, e gli augura che tutto vada per il meglio. Alla tenuta giunge Stefano Dell'Ara, un avvocato affiliato ai Terenzi e amico d'infanzia di Giulia, che gli mostra come hanno adibito le varie stanze dell'abitazione; Stefano le promette che proverà a convincere la marchesa; durante il pranzo, Mattia scopre Gabriel mentre prende a martellate lo specchio anteriore dell'auto di Dell'Ara, furioso per il probabile sfratto. Davide raggiunge Mathausen e scopre che i prigionieri venivano costretti a percorrere la "scalinata della morte" e a gettarsi dal "muro dei paracadutisti", e che alcuni membri delle SS verranno presto giustiziati: uno di questi rivela a Davide che effettivamente Enrica e Daniele furono smistati là, e che una mattina Enrica morì insieme ad altre nove donne con la scusa di ritirare panni stesi, venendo poi tutte fucilate in un brutale "tiro a segno".
Sara aiuta Gabriel a imparare a leggere e scrivere; in presenza di Ben, Mattia riceve una chiamata dal tenente Bianchi che finge essere un suo zio; Davide porta alla tenuta Ninnina, una bambina italiana cresciuta da una famiglia tedesca. Giulia ascolta la testimonianza della piccola Lila, poi ha una discussione con Ben, poiché quest'ultimo rinfaccia a se stesso e agli altri ebrei di essere rimasti in Europa invece di andare in Palestina, e di non essersi ribellati ai soprusi perpetrati; non vuole che gli ebrei vengano considerati la parte sfortunata dell'umanità, e quando sostiene che certe cose bisogna imparare a tenersele dentro, Giulia risponde che se le cose non vengono dette non esistono. Gabriel ruba alcune galline e una pecora, arrivano dei brigadieri con i proprietari degli animali, e Gabriel ammette di averli sottratti perché alla tenuta mangiano solo pane e cipolla, e al campo mangiavano una patata al giorno; la proprietaria accetta di lasciare loro uova e galline, ma riprende la pecora; Mattia rimprovera Gabriel per il furto, e Gabriel inizia a picchiarlo: Davide rimprovera duramente Gabriel per la fiducia datagli che costantemente non rispetta, mentre Mattia si mostra diffidente alla possibile venuta dei carabinieri (per via del suo passato militare). Mentre Giulia ascolta la testimonianza di due sorelle, Miriam cura le ferite di Mattia e i due finiscono per baciarsi, ma quando lui tenta un approccio più intimo, la ragazza si spaventa e lo respinge; più tardi, Miriam confessa a Ben di non riuscire a liberarsi dei brutti ricordi: poco dopo l'arrivo nel campo, era tra le ragazze scelte per andare con le SS, prima di allora non era mai stata con un uomo; la violentarono per tre giorni, dopodiché si tagliò i polsi; alla fine venne salvata da una kapo, ma ormai era a loro disposizione; gli altri prigionieri provavano schifo verso di lei, e anche lei si disprezzava; quando venne trasferita in un altro lager, decise di bere l'acqua di un canale di scolo per potersi ammalare di tifo, ma venne salvata appena in tempo dall'arrivo dei Russi. Ben la consola. Intanto, Davide vede Mattia allontanarsi dalla tenuta; il ragazzo porta al tenente Bianchi un orologio d'oro (appartenuto a Giulia, unico cimelio del padre che ha scelto di conservare), proprio mentre Davide si accorge del furto di esso e della presenza, in mezzo alla cenere della stufa, di una spilla con il motto fascista "me ne frego".
- Telespettatori: 4.288.000 – Share: 18,39%[4]

### Terza puntata
Mentre viene festeggiato il compleanno di Ninnina, Stefano visita la marchesa Terenzi (ancora in lutto per la morte del figlio Augusto), ma non riesce a convincerla e l'ordine di sfratto rimane esecutivo, tuttavia ai brigadieri viene fatto credere che i ragazzi sono molto malati, così concedono poche altre settimane; intanto, Davide svolge delle ricerche per capire da dove proviene la spilla rinvenuta nella stufa e cosa abbia a che fare con Mattia. Miriam racconta a Giulia di quando Mattia ha cercato di entrare in intimità con lei rifiutandolo per i brutti ricordi, così la donna la incoraggia a spiegargli le sue ragioni. Ben riceve una lettera da una donna a cui era legato in passato, che gli comunica di essersi rifatta una vita con un altro uomo. Davide parla con Mattia e cerca indirettamente di estorcergli delle informazioni sul suo passato, senza risultati. Alla tenuta arrivano nuovi ragazzi, e Stefano invita Giulia al ballo della croce rossa presentandola come sua fidanzata per farla incontrare con la marchesa; poco dopo Davide chiede a Stefano cosa succede a chi ha lavorato come soldato repubblichino, che gli fornisce il contatto del colonnello De Giorgi per saperne di più. Giulia ascolta altre testimonianze, e Mattia origlia la conversazione, venendo scoperto da Davide, ma si giustifica dicendo di voler capire cosa hanno vissuto i ragazzi. Davide decide di accompagnare Giulia in città avendo così l'occasione di parlare con il colonnello De Giorgi, e gli mostra la spilla fascista che scopre provenire dal plotone guidato dal tenente Bianchi; Davide gli chiede di fare una ricerca per sapere i nomi dei componenti del plotone, sperando di non trovare quello di Mattia.
Stefano dice a Giulia che la marchesa non sarà al ballo; la donna gli parla del suo odio verso il padre, e del disprezzo verso se stessa perché convinta di aver fatto finta di non vederlo per quello che era realmente, poi arrivano alla festa. Anche Davide è presente, e quando vede Stefano e Giulia ballare felici si allontana e va a far visita all'amico Aldo, dal quale rimane a dormire; Stefano e Giulia si baciano. Il mattino dopo, Giulia parla con Davide, Susanna e Ben riguardo alla volontà della marchesa di non concedere la tenuta per altro tempo; Miriam rassicura Mattia sul fatto di non avercela con lui e Gabriel, dopo essersi sfogato con Sara, cerca di intrufolarsi in casa Terenzi per protestare, ma viene scoperto dal domestico Gaspare e portato dalla marchesa, che lo invita a fare colazione; lei gli racconta che il figlio Augusto, morto in Russia, avrebbe voluto diventare pittore, e si mostra molto comprensiva con lui, permettendogli di prendere alcuni dolci e il carburatore del motorino di suo figlio. Giulia racconta a Davide che Stefano le ha chiesto ufficialmente di fidanzarsi, e Davide si mostra innervosito rispondendo sarcasticamente. Davide scopre da Aldo che suo figlio Daniele non si trovava a Mathausen, ma nel campo di concentramento di Ebensee, grazie ad un elenco di nominativi in mano agli Americani. Gabriel confessa a Sara di aver ucciso un comandante delle SS per fuggire dal campo, perché era l'unico con le chiavi per togliere l'elettricità al reticolato; Sara ha pochi ricordi dei suoi familiari e vorrebbe recuperare un oggetto nascosto nella loro casa. Mattia legge di nascosto i fascicoli su Miriam scoprendo le violenze di cui è stata vittima.
Sara raggiunge la sua vecchia casa e, scavando una buca, recupera una scatola con diversi oggetti; viene scoperta e minacciata dall'attuale proprietario che la crede una ladra, ma arriva Davide (che l'aveva vista uscire dalla sua jeep) che lo minaccia a sua volta. Davide scopre che Daniele a Mathausen è rimasto pochissimo, venendo subito trasferito a Ebensee. Il giorno seguente, Sara racconta a Giulia di quando la sua famiglia venne deportata. Davide cerca il figlio in un gruppo di sopravvissuti, ma non lo trova; invece gli si avvicina una donna, Giuditta, che gli chiede un passaggio e gli racconta di aver dato via sua figlia per salvarla, Ninnina, la bambina ritrovata proprio da Davide. Mattia confida a Miriam di averla sognata la notte dopo essersi baciati, ma per Miriam non è lo stesso; nel frattempo, Davide accompagna Giuditta e suo padre alla tenuta e, dopo un breve colloquio con Ben, possono finalmente riabbracciare Ninnina e andarsene con lei. Mattia assiste Miriam mentre suona il pianoforte, e tutti nella tenuta la raggiungono per ascoltarla. Più tardi, Sara legge un articolo di giornale in cui viene annunciata la scarcerazione dell'uomo che denunciò la sua famiglia alle SS; Gabriel rivela che Davide tiene una rivoltella sotto il sedile della sua jeep, affermando che la guerra non è finita, altrimenti non si spiega perché la tenga. Davide si scusa con Giulia per le brutte parole che le ha detto, venendo perdonato; Davide le confessa di essere quasi rassegnato a non vedere più Daniele e, dopo che Giulia gli dice che forse qualcuno se ne sta prendendo cura proprio come lui sta facendo con i ragazzi nella tenuta, la bacia e se ne va, lasciandola confusa. Sara ruba la rivoltella di Davide e scappa per raggiungere la casa dell'uomo che denunciò la sua famiglia alle SS; Gabriel se ne accorge quasi subito e parte in motorino. Sara rintraccia l'uomo e gli punta contro la rivoltella, minacciando di ucciderlo.
- Telespettatori: 4.150.000 spettatori – Share: 17,77%[5]

### Quarta puntata
Gabriel arriva appena in tempo e convince Sara a lasciar perdere. Il colonnello De Giorgi mostra a Davide gli effetti personali di Colostro,un sergente maggiore del plotone del tenente Bianchi (macchiatosi di crimini anche contro i civili), tra cui figurano una spilla fascista uguale a quella trovata da Davide e un diario. Mattia racconta a Miriam un episodio di violenza nei confronti di una famiglia partigiana da parte di un plotone della guardia nazionale (non rivelandole ovviamente di aver fatto parte della stessa): Bianchi ordinò a un ragazzo di sparare a un anziano, ma non lo fece e anzi si suicidò; gli altri cinque familiari vennero tutti uccisi. Ben mostra a Davide un documento con i numeri del piano di Heinrich Himmler per sterminare milioni di ebrei, e gli dice che a giugno partirà una nave che potrebbe ospitare i ragazzi della tenuta; entrambi si uniscono ai ragazzi e al resto del personale mentre giocano con un innaffiatore. Mattia telefona a Bianchi, mentre Gabriel spia la schiena nuda di Sara, e dopo che la ragazza se ne accorge gli gioca uno scherzo. Stefano dice a Giulia che i Terenzi daranno loro altri tre casali più piccoli se restituiranno la tenuta; Ben, Davide e Giulia non accettano la proposta perché i ragazzi verrebbero separati. Rimasti soli, Stefano racconta a Davide di aver capito che Giulia è innamorata di lui; Davide lo smentisce e gli fa ascoltare una delle testimonianze dei ragazzi, dicendogli che per Giulia loro sono la cosa più importante, ma Stefano non è convinto. Bianchi consegna a Mattia il visto per l'Argentina. Davide legge il diario di Colostro dove rinviene la foto con i membri del plotone di cui faceva parte: tra essi c'è Mattia. Nel frattempo quest'ultimo incontra un amico che gli propone di andare a lavorare con lui in Belgio come minatore, ma rifiuta; perciò Miriam propone a Mattia di andare in Palestina con lei, perché Miriam vorrebbe studiare con una grande orchestra a Tel Aviv, dopodiché si baciano.
Stefano porta Giulia dalla marchesa Terenzi. Una volta sole, la marchesa dice a Giulia di aver capito che Stefano si spende tanto per lei perché ne è innamorato, e che non vuole che lei se ne approfitti per impedirle di riprendersi la tenuta; Giulia dichiara che tra loro non c'è niente, e rifiuta le eventuali donazioni della stessa marchesa e delle sue amiche; Stefano ha ascoltato la discussione e si scusa con la marchesa. Giulia viene rimproverata per la sua avventatezza e, alle parole di Davide, se ne va arrabbiata dalla tenuta, decisa a non tornare. Davide fruga tra gli effetti personali di Mattia e trova la sua carta d'identità e il visto per l'Argentina. Miriam confida a Davide di voler rimanere in Italia per poter stare accanto a Mattia perché ormai gli vuole bene, e Davide si trattiene dal rivelarle quanto scoperto; subito dopo, invece, mostra carta d'identità e visto a Ben. Gabriel e Sara rivelano i propri reciproci sentimenti e fanno l'amore. Davide aggredisce Mattia rivelandogli di aver scoperto il suo passato: Mattia racconta che a 16 anni, orfano e privo di casa, cibo e denaro, decise di arruolarsi, pur pentendosene dopo aver visto quello che succedeva, e di non essere scappato perché molto probabilmente lo avrebbero ucciso; Davide lo accusa di vigliaccheria, ma Mattia dice di aver compreso i suoi errori e di essere cambiato; sotto minaccia della rivoltella, Mattia gli rivela che presto il tenente Bianchi e altri due uomini stanno per partire per l'Argentina, dunque Davide gli ordina di portarlo da Bianchi. Giulia decide di visitare per la prima volta suo padre in carcere: l'uomo, molto deperito, è felice di rivedere sua figlia, e Giulia ammette fra le lacrime che, nonostante tutto, gli vuole ancora bene. Intanto Davide porta Mattia dall'amico Aldo, poi lo fa parlare; quando tornano alla tenuta, Ben li avvisa che alcuni ragazzi sono scappati per andare in città per convincere Giulia a tornare. Giulia presenta a sua madre i ragazzi e Ben, mostrandosi molto disponibile; subito dopo arriva Davide, che osserva Miriam e Mattia.
Giulia contatta Stefano e gli rivela di essere innamorata di Davide, senza pensare però di essere ricambiata; Stefano accetta serenamente la cosa e le rivela che la marchesa ha concesso altri due mesi. In viaggio nella jeep, Davide racconta a Mattia gli sforzi fatti da chi era pronto a morire per contrastare il nazifascismo; insieme ad altri, tendono un'imboscata a Bianchi e ai suoi uomini: Bianchi tenta di giustificarsi dicendo di aver eseguito solo gli ordini e di avere una famiglia, ma la situazione presto degenera: uno di loro finisce ucciso, mentre gli altri vengono portati via come criminali di guerra per subire un processo; Davide decide di riportare Mattia alla tenuta, dicendogli che a parte lui solo Ben è al corrente del suo passato, e consapevole che, sebbene Mattia non abbia commesso all'atto pratico nessun crimine, Bianchi tenterà comunque di screditarlo: lo riporta lì solo perché s'inventi una scusa per lasciare Miriam, dopodiché dovrà andarsene e non farsi più vedere; Mattia decide di andare a fare il minatore in Belgio, perciò racconta a Miriam di dover andare in Belgio per sposarsi ma che le vorrà sempre bene, lasciandola mortificata. Mentre Gabriel sostiene un esame, Giulia raccoglie altri recenti disegni di Giovanni e intuisce che il bambino, internato nel campo di concentramento di Dachau, abbia conosciuto Daniele, il figlio di Davide. Davide e Giulia parlano con Giovanni che, gesticolando, fa capire come quasi tutti i bambini sono stati spediti nelle camere a gas; purtroppo, Daniele è tra i bambini uccisi. A sorpresa, Giovanni finalmente parla e racconta che lui e Daniele erano diventati amici; Davide lo ringrazia per avergli voluto bene.
2 giugno 1946. Davide torna a casa sua e prepara le valigie per andarsene, ma Giulia lo convince ad accompagnarla alle votazioni per il referendum indetto per determinare la forma di stato da dare all'Italia. La marchesa Terenzi si fa accompagnare da Gabriel per andare a votare, poi annuncia di voler lasciare a loro disposizione la tenuta finché l'ultimo bambino non avrà trovato un posto dove andare: racconta che lì Enrica era stata insegnante, e che subito dopo l'emanazione delle leggi razziali le chiese se anche lei aveva intenzione di aderire alle leggi privandola del suo posto, e la marchesa la rassicurò di no; nonostante ciò, Enrica venne catturata e perì a Mathausen; dopo aver saputo da Stefano che è stato Davide ad aver scelto la tenuta per i ragazzi, ha visto il fatto sotto una luce nuova, pensando che anche Enrica avrebbe fatto la stessa cosa. Alcuni ragazzi si preparano a partire, tra i quali Miriam e Sara (che però sceglie di rimanere per stare insieme a Gabriel). Mentre la radio annuncia che l'Italia è diventata Repubblica, Davide sotterra per sempre la rivoltella; Davide annuncia a Giulia di voler vendere la sua casa e cercarsi lavoro in fabbrica, e che Ben gli ha detto che Giulia vuole adottare Giovanni. Dato che una persona singola non può adottare, Davide le propone di fare la richiesta insieme, cominciando ufficialmente una relazione.
- Telespettatori: 4.071.000 spettatori – Share: 17,98%[6]

## Riprese
Le scene sono state girate in Emilia-Romagna (Modena, Reggio e provincia) e Sabbioneta (in provincia di Mantova). Le riprese sono iniziate nel maggio del 2019.